# Mara Corday
Mara Corday (ur. 3 stycznia 1930 w Santa Monica, zm. 9 lutego 2025 w Santa Clarita) – amerykańska aktorka i modelka.

## Wybrana filmografia
- Two Tickets to Broadway (1951)
- Drums Across the River (1954)
- Dawn at Socorro (1954)
- So This Is Paris (1955)
- Tarantula (1955)
- Man Without a Star (1955)
- A Day of Fury (1956)
- Naked Gun (1956)
- The Giant Claw (1957)
- The Black Scorpion (1957)
- The Quiet Gun (1957)
- Girls on the Loose (1958)
- Wyzwanie (1977)
- Nagłe zderzenie (1983)
- Różowy cadillac (1989)
- Żółtodziób (1990)